# Cyrtopodion watsoni
Cyrtopodion watsoni là một loài thằn lằn trong họ Gekkonidae. Loài này được Murray mô tả khoa học đầu tiên năm 1892.